# Allotrichoma aegyptium
Allotrichoma aegyptium är en tvåvingeart som beskrevs av Cresson 1946. Allotrichoma aegyptium ingår i släktet Allotrichoma och familjen vattenflugor. Inga underarter finns listade i Catalogue of Life.